# Équipe de Nouvelle-Zélande olympique de football
Maillots
L'équipe de Nouvelle-Zélande olympique de football représente la Nouvelle-Zélande dans les compétitions de football espoirs comme les Jeux olympiques d'été, où sont conviés les joueurs de moins de 23 ans.

## Palmarès
- Vainqueur lors du tournoi pré-olympique de l'OFC en 1999, 2008, 2012 et 2019
- Quart de finale aux Jeux olympiques de 2021

## Parcours lors des Jeux olympiques
Depuis les Jeux olympiques d'été de 1992, le tournoi est joué par des joueurs de moins de 23 ans.
| Football aux Jeux olympiques | Football aux Jeux olympiques | Football aux Jeux olympiques | Football aux Jeux olympiques | Football aux Jeux olympiques | Football aux Jeux olympiques | Football aux Jeux olympiques | Football aux Jeux olympiques | Football aux Jeux olympiques |
| Année                        | Tour                         | Classement                   | J                            | G                            | N                            | P                            | Bp                           | Bc                           |
| ---------------------------- | ---------------------------- | ---------------------------- | ---------------------------- | ---------------------------- | ---------------------------- | ---------------------------- | ---------------------------- | ---------------------------- |
| 1896                         | Pas de Tournoi               | -                            | -                            | -                            | -                            | -                            | -                            | -                            |
| 1900                         | Non participant              | -                            | -                            | -                            | -                            | -                            | -                            | -                            |
| 1904                         | Non participant              | -                            | -                            | -                            | -                            | -                            | -                            | -                            |
| 1908                         | Non participant              | -                            | -                            | -                            | -                            | -                            | -                            | -                            |
| 1912                         | Non participant              | -                            | -                            | -                            | -                            | -                            | -                            | -                            |
| 1920                         | Non participant              | -                            | -                            | -                            | -                            | -                            | -                            | -                            |
| 1924                         | Non participant              | -                            | -                            | -                            | -                            | -                            | -                            | -                            |
| 1928                         | Non participant              | -                            | -                            | -                            | -                            | -                            | -                            | -                            |
| 1932                         | Pas de Tournoi               | -                            | -                            | -                            | -                            | -                            | -                            | -                            |
| 1936                         | Non participant              | -                            | -                            | -                            | -                            | -                            | -                            | -                            |
| 1948                         | Non participant              | -                            | -                            | -                            | -                            | -                            | -                            | -                            |
| 1952                         | Non participant              | -                            | -                            | -                            | -                            | -                            | -                            | -                            |
| 1956                         | Non participant              | -                            | -                            | -                            | -                            | -                            | -                            | -                            |
| 1960                         | Non participant              | -                            | -                            | -                            | -                            | -                            | -                            | -                            |
| 1964                         | Non participant              | -                            | -                            | -                            | -                            | -                            | -                            | -                            |
| 1968                         | Non participant              | -                            | -                            | -                            | -                            | -                            | -                            | -                            |
| 1972                         | Non participant              | -                            | -                            | -                            | -                            | -                            | -                            | -                            |
| 1976                         | Non participant              | -                            | -                            | -                            | -                            | -                            | -                            | -                            |
| 1980                         | Non participant              | -                            | -                            | -                            | -                            | -                            | -                            | -                            |
| 1984                         | Non qualifiée                | -                            | -                            | -                            | -                            | -                            | -                            | -                            |
| 1988                         | Non qualifiée                | -                            | -                            | -                            | -                            | -                            | -                            | -                            |
| 1992                         | Non qualifiée                | -                            | -                            | -                            | -                            | -                            | -                            | -                            |
| 1996                         | Non qualifiée                | -                            | -                            | -                            | -                            | -                            | -                            | -                            |
| 2000                         | Non qualifiée                | -                            | -                            | -                            | -                            | -                            | -                            | -                            |
| 2004                         | Non qualifiée                | -                            | -                            | -                            | -                            | -                            | -                            | -                            |
| 2008                         | 1er tour                     | 14e                          | 3                            | 0                            | 1                            | 2                            | 1                            | 7                            |
| 2012                         | 1er tour                     | 16e                          | 3                            | 0                            | 1                            | 2                            | 1                            | 5                            |
| 2016                         | Non qualifiée                | -                            | -                            | -                            | -                            | -                            | -                            | -                            |
| 2021                         | Quart de finaliste           | 6e                           | 4                            | 1                            | 2                            | 1                            | 3                            | 3                            |
| 2024                         | 1er tour                     | 11e                          | 3                            | 1                            | 0                            | 2                            | 3                            | 8                            |
| 2028                         | À venir                      | -                            | -                            | -                            | -                            | -                            | -                            | -                            |
| 2032                         | À venir                      | -                            | -                            | -                            | -                            | -                            | -                            | -                            |
| Total                        | 4/28                         | Aucune médaille              | 13                           | 2                            | 4                            | 7                            | 8                            | 23                           |

## Effectif 2008
| #          | Nom              | Club                     | Âge      | Joués    | But inscrit | Averti   | Carton jaune · Carton jaune · Carton rouge | Carton rouge |
| Gardiens   | Gardiens         | Gardiens                 | Gardiens | Gardiens | Gardiens    | Gardiens | Gardiens                                   | Gardiens     |
| ---------- | ---------------- | ------------------------ | -------- | -------- | ----------- | -------- | ------------------------------------------ | ------------ |
|            | Liam Little      | Otago United             | 22       | 0        | 0           | 0        | 0                                          | 0            |
|            | Jacob Spoonley   | Miramar Rangers          | 21       | 0        | 0           | 0        | 0                                          | 0            |
| Défenseurs |                  |                          |          |          |             |          |                                            |              |
|            | Michael Boxall   | Université de Californie | 19       | 0        | 0           | 0        | 0                                          | 0            |
|            | Ian Hogg         | Hawke's Bay United       | 18       | 0        | 0           | 0        | 0                                          | 0            |
|            | Sam Jenkins      | Hawke's Bay United       | 21       | 0        | 0           | 0        | 0                                          | 0            |
|            | Ryan Nelsen*     | Blackburn Rovers         | 30       | 0        | 0           | 0        | 0                                          | 0            |
|            | Steven Old       | Macarthur Rams           | 22       | 0        | 0           | 0        | 0                                          | 0            |
|            | Jack Pelter      |                          | 21       | 0        | 0           | 0        | 0                                          | 0            |
|            | Aaron Scott      | Waikato                  | 22       | 0        | 0           | 0        | 0                                          | 0            |
|            | Cole Tinkler     | Team Wellington          | 22       | 0        | 0           | 0        | 0                                          | 0            |
| Milieux    |                  |                          |          |          |             |          |                                            |              |
|            | Jeremy Brockie   | Hawke's Bay United       | 20       | 0        | 0           | 0        | 0                                          | 0            |
|            | Simon Elliott*   |                          | 34       | 0        | 0           | 0        | 0                                          | 0            |
|            | Craig Henderson  | Dartmouth College        | 21       | 0        | 0           | 0        | 0                                          | 0            |
|            | Cole Peverley    | Hawke's Bay United       | 20       | 0        | 0           | 0        | 0                                          | 0            |
|            | Shaun van Rooyen | Waikato                  | 21       | 0        | 0           | 0        | 0                                          | 0            |
| Attaquants |                  |                          |          |          |             |          |                                            |              |
|            | Daniel Ellensohn | Team Wellington          | 23       | 0        | 0           | 0        | 0                                          | 0            |
|            | Chris Killen*    | Celtic                   | 26       | 0        | 0           | 0        | 0                                          | 0            |
|            | Sam Messam       | Hawke's Bay United       | 22       | 0        | 0           | 0        | 0                                          | 0            |
| Entraîneur |                  |                          |          |          |             |          |                                            |              |
|            | Stu Jacobs       |                          |          |          |             |          |                                            |              |

## Rencontres

### Jeux olympiques d'été de 2008

#### Premier tour
| 7 août 2008                   | Chine    | 1 - 1   | Nouvelle-Zélande | Shenyang Olympic Sports Center Stadium, Shenyang |                                                 |
| 19 h 45 Pékin (13 h 45 Paris) | Dong 86e | (0 - 0) | Brockie 53e      | Spectateurs : 41 407 Arbitrage : Martin Vazquez  | Spectateurs : 41 407 Arbitrage : Martin Vazquez |

| 10 août 2008                  | Nouvelle-Zélande | 0 - 5   | Brésil                                                        | Shenyang Olympic Sports Center Stadium, Shenyang |                                                  |
| 17 h 00 Pékin (11 h 00 Paris) |                  | (0 - 2) | Anderson 3e · Pato 34e · Ronaldinho 55e 61e (Pen) · Sóbis 93e | Spectateurs : 44 951 Arbitrage : Stephane Lannoy | Spectateurs : 44 951 Arbitrage : Stephane Lannoy |

| 13 août 2008                  | Nouvelle-Zélande | 0 - 1   | Belgique   | Shanghai Stadium, Shanghai |                        |
| 19 h 45 Pékin (13 h 45 Paris) |                  | (0 - 1) | Haroun 35e | Arbitrage : Pablo Pozo     | Arbitrage : Pablo Pozo |

### Jeux olympiques d'été de 2012

#### Premier tour
| 26 juillet 2012 | Biélorussie | 1 - 0   | Nouvelle-Zélande |                                                                                    |                                                                                    |
| 19 h 45 CEST    | Baha 45+1e |         | | City of Coventry Stadium, Coventry Spectateurs : 14 457 Arbitrage : Bakary Gassama | City of Coventry Stadium, Coventry Spectateurs : 14 457 Arbitrage : Bakary Gassama |
| 19 h 45 CEST    | Rapport |         | | City of Coventry Stadium, Coventry Spectateurs : 14 457 Arbitrage : Bakary Gassama | City of Coventry Stadium, Coventry Spectateurs : 14 457 Arbitrage : Bakary Gassama |
| 19 h 45 CEST    | Hutar - Kuzmyanok, Palitsevich 51e, Kazlow, Palyakow - Salavey ( 51e Aleksiyevich), Drahun, Baha, Bressan ( 80e Varankow), Gordeichuk - Kornilenko ( 90e Zubovich) | Équipes | O'Keefe - Hogg, Smith 1e, Nelsen, Thomas ( 77e McGeorge) - Payne, Barbarouses 60e, McGlinchey - Smeltz, Wood, Rojas | City of Coventry Stadium, Coventry Spectateurs : 14 457 Arbitrage : Bakary Gassama | City of Coventry Stadium, Coventry Spectateurs : 14 457 Arbitrage : Bakary Gassama |

| 29 juillet 2012 | Égypte | 1 - 1   | Nouvelle-Zélande |                                                                            |                                                                            |
| 12 h 0 CEST     | Salah 40e |         | Wood 17e | Old Trafford, Manchester Spectateurs : 50 050 Arbitrage : Mark Clattenburg | Old Trafford, Manchester Spectateurs : 50 050 Arbitrage : Mark Clattenburg |
| 12 h 0 CEST     | Rapport |         | | Old Trafford, Manchester Spectateurs : 50 050 Arbitrage : Mark Clattenburg | Old Trafford, Manchester Spectateurs : 50 050 Arbitrage : Mark Clattenburg |
| 12 h 0 CEST     | El-Shenawy - El-Din 60e, Hegazy, Fathy, Ramadan - Gomaa ( 88e Ahmed), Hassan, El-Nenny ( 68e Magdi) - Aboutrika ( 88e Mohsen), Moteab, Salah | Équipes | O'Keefe - Hogg ( 63e Musa), Smith, Nelsen, Thomas ( 89e Feneridis) - Payne, Barbarouses, McGlinchey - Smeltz 81e, Wood, Rojas ( 84e Howieson) | Old Trafford, Manchester Spectateurs : 50 050 Arbitrage : Mark Clattenburg | Old Trafford, Manchester Spectateurs : 50 050 Arbitrage : Mark Clattenburg |

| 1er août 2012 | Brésil | 3 - 0   | Nouvelle-Zélande |                                                                           |                                                                           |
| 14 h 30 CEST  | Danilo 23e · Leandro Damião 29e · Sandro 52e |         | | St James' Park, Newcastle Spectateurs : 25 201 Arbitrage : Bakary Gassama | St James' Park, Newcastle Spectateurs : 25 201 Arbitrage : Bakary Gassama |
| 14 h 30 CEST  | Alex Sandro 71e, 76e | Rapport | | St James' Park, Newcastle Spectateurs : 25 201 Arbitrage : Bakary Gassama | St James' Park, Newcastle Spectateurs : 25 201 Arbitrage : Bakary Gassama |
| 14 h 30 CEST  | Gabriel - Rafael, Thiago Silva, Juan Jesus, Marcelo - Sandro ( 82e Rômulo), Danilo, Alex Sandro 71e, 76e - Lucas, Leandro Damião ( 80e Oscar), Neymar ( 76e Pato) | Équipes | O'Keefe - Smith, Nelsen, Hogg 55e, Thomas ( 46e 51e Myers) - Barbarouses ( 46e Howieson), McGlinchey, Payne - Rojas ( 82e Lucas), Smeltz, Wood | St James' Park, Newcastle Spectateurs : 25 201 Arbitrage : Bakary Gassama | St James' Park, Newcastle Spectateurs : 25 201 Arbitrage : Bakary Gassama |

### Jeux olympiques d'été de 2021

#### Premier tour
| Match 3                             | Nouvelle-Zélande | 1 - 0   | Corée du Sud | | |
| 22 juillet 2021 17 h 00 (UTC+09:00) | C. Wood 70e      | (0 - 0) |              | Stade de Kashima, Kashima Spectateurs : 0 (huis clos) Arbitrage : Victor Gomes Arbitre vidéo : Benoît Millot | Stade de Kashima, Kashima Spectateurs : 0 (huis clos) Arbitrage : Victor Gomes Arbitre vidéo : Benoît Millot |
| 22 juillet 2021 17 h 00 (UTC+09:00) | Lewis 78e        | Rapport |              | Stade de Kashima, Kashima Spectateurs : 0 (huis clos) Arbitrage : Victor Gomes Arbitre vidéo : Benoît Millot | Stade de Kashima, Kashima Spectateurs : 0 (huis clos) Arbitrage : Victor Gomes Arbitre vidéo : Benoît Millot |

| Match 11                            | Nouvelle-Zélande                 | 2 - 3   | Honduras                                                 | | |
| 25 juillet 2021 17 h 00 (UTC+09:00) | Cacace 10e · ( Just) C. Wood 49e | (1 - 1) | 45+1e Palma (Reyes ) · 78e Obregón · 87e Rivas (Pineda ) | Stade de Kashima, Kashima Spectateurs : 0 (huis clos) Arbitrage : Orel Grinfeld Arbitre vidéo : Roi Reinshreiber | Stade de Kashima, Kashima Spectateurs : 0 (huis clos) Arbitrage : Orel Grinfeld Arbitre vidéo : Roi Reinshreiber |
| 25 juillet 2021 17 h 00 (UTC+09:00) | Waine 75e · Stamenic 85e         | Rapport | 36e Decas                                                | Stade de Kashima, Kashima Spectateurs : 0 (huis clos) Arbitrage : Orel Grinfeld Arbitre vidéo : Roi Reinshreiber | Stade de Kashima, Kashima Spectateurs : 0 (huis clos) Arbitrage : Orel Grinfeld Arbitre vidéo : Roi Reinshreiber |

| Match 19                            | Roumanie                 | 0 - 0   | Nouvelle-Zélande                        | | |
| 28 juillet 2021 17 h 30 (UTC+09:00) |                          | (0 - 0) |                                         | Dôme de Sapporo, Sapporo Spectateurs : 0 (huis clos) Arbitrage : Kevin Ortega Arbitre vidéo : Andrés Cunha | Dôme de Sapporo, Sapporo Spectateurs : 0 (huis clos) Arbitrage : Kevin Ortega Arbitre vidéo : Andrés Cunha |
| 28 juillet 2021 17 h 30 (UTC+09:00) | Chindriș 28e · Dulca 30e | Rapport | 21e Garbett · 42e Elliot · 89e Stamenic | Dôme de Sapporo, Sapporo Spectateurs : 0 (huis clos) Arbitrage : Kevin Ortega Arbitre vidéo : Andrés Cunha | Dôme de Sapporo, Sapporo Spectateurs : 0 (huis clos) Arbitrage : Kevin Ortega Arbitre vidéo : Andrés Cunha |

#### Quart de finale
| Match 25                            | Japon                               | 0 - 0 a. p. 4 - 2 t. a. b. | Nouvelle-Zélande                 | | |
| 31 juillet 2021 18 h 00 (UTC+09:00) |                                     | (0 - 0, 0 - 0, 0 - 0)      |                                  | Stade de Kashima, Kashima Spectateurs : 0 (huis clos) Arbitrage : Ismail Elfath Arbitre vidéo : Chris Penso | Stade de Kashima, Kashima Spectateurs : 0 (huis clos) Arbitrage : Ismail Elfath Arbitre vidéo : Chris Penso |
| 31 juillet 2021 18 h 00 (UTC+09:00) | Rapport                             |                            |                                  | Stade de Kashima, Kashima Spectateurs : 0 (huis clos) Arbitrage : Ismail Elfath Arbitre vidéo : Chris Penso | Stade de Kashima, Kashima Spectateurs : 0 (huis clos) Arbitrage : Ismail Elfath Arbitre vidéo : Chris Penso |
| 31 juillet 2021 18 h 00 (UTC+09:00) | Ueda · Itakura · Nakayama · Yoshida | Tirs au but 4 - 2          | Wood · Cacace · Lewis · McCowatt | Stade de Kashima, Kashima Spectateurs : 0 (huis clos) Arbitrage : Ismail Elfath Arbitre vidéo : Chris Penso | Stade de Kashima, Kashima Spectateurs : 0 (huis clos) Arbitrage : Ismail Elfath Arbitre vidéo : Chris Penso |

### Jeux olympiques d'été de 2024

#### Premier tour
| 24 juillet 2024 | Guinée               | 1 - 2   | Nouvelle-Zélande                   | Stade de Nice, Nice                                                             |                                                                                 |
| 17h00 UTC+2     | (Baldé ) Diawara 72e | (0 - 1) | 25e Garbett · 76e Waine (Bayliss ) | Spectateurs : 4 909 Diffuseur : Eurosport et France 2 Arbitrage : Adel Al-Naqbi | Spectateurs : 4 909 Diffuseur : Eurosport et France 2 Arbitrage : Adel Al-Naqbi |
| 17h00 UTC+2     | Soumah 90+4e         | Rapport | 90+6e Bell                         | Spectateurs : 4 909 Diffuseur : Eurosport et France 2 Arbitrage : Adel Al-Naqbi | Spectateurs : 4 909 Diffuseur : Eurosport et France 2 Arbitrage : Adel Al-Naqbi |

| 27 juillet 2024 | Nouvelle-Zélande       | 1 - 4   | États-Unis                                                                           | Stade de Marseille, Marseille |                          |
| 19h00 UTC+2     | ( Garbett) Randall 78e | (0 - 3) | 8e (pen.) Mihailovic · 12e Zimmerman ( Mihailovic) · 30e Busio · 58e Aaronson ( Yow) | Arbitrage : Glenn Nyberg      | Arbitrage : Glenn Nyberg |
| 19h00 UTC+2     | Sutton 63e             | Rapport | 45+2e Tessman                                                                        | Arbitrage : Glenn Nyberg      | Arbitrage : Glenn Nyberg |

| 30 juillet 2024 | Nouvelle-Zélande | 0 - 3   | France                                 | Stade de Marseille, Marseille |                          |
| 19h00 UTC+2     |                  | (0 - 1) | 19e Mateta · 71e Doué · 74e Kalimuendo | Arbitrage : Katia García      | Arbitrage : Katia García |
| 19h00 UTC+2     | Kelly-Heald 63e  | Rapport |                                        | Arbitrage : Katia García      | Arbitrage : Katia García |